# Дарьино-Ермаковка
Да́рьино-Ермако́вка (укр. Дар'їно-Єрмаківка) — село, относится к Свердловскому району Луганской области Украины. Под контролем самопровозглашённой Луганской Народной Республики.

## География
Ближайшие населённые пункты: сёла Верхнетузлово, Новоборовицы, Любимое на западе, Зеленополье на северо-западе, Карпово-Крепенское на севере, Астахово на юге; посёлки Должанское на востоке, Братское и Бирюково на северо-востоке.

## Население
Население по переписи 2001 года составляло 674 человека.

## Общие сведения
Почтовый индекс — 94866. Телефонный код — 6434. Занимает площадь 30 км². Код КОАТУУ — 4424283301.

## История
Казачий хутор Дарьино-Ермаковский основан в 1805 году.
В 1914 году — хутор Дарьинско-Ермаковский Новочеркасской станицы.
До 1920 года село входило в состав области Войска Донского, когда вместе со всей российской частью Донбасса было передано в состав Украинской ССР.
В 1924—1925 годах часть Донбасса (бо́льшие части Шахтинского и Таганрогского округа) вернули в состав РСФСР и, хотя все прилегающие территории остались в составе Украины, Дарьино-Ермаковский сельсовет вернули в состав РСФСР, сделав его таким образом анклавом внутри Луганского округа Украины. По данным переписи 1926 года в состав Дарьино-Ермаковского сельсовета Сулинского района Шахтинско-Донецкого округа Северо-Кавказского края входили: хутор Дарьино-Ермаковский, хутор Кошары, хутор Грузской.
Указом Президиума Верховного Совета СССР от 5 ноября 1944 года Дарьино-Ермаковский сельсовет, входящий в состав Красногвардейского района Ростовской области, был передан в состав Свердловского района Ворошиловградской области УССР. Фактическая передача территории была осуществлена летом 1945 года.
Во время вооружённого конфликта 2014 года населённый пункт попал в центр противостояния за приграничную с Россией зону. В результате наступления пророссийского ополчения контроль над этой территорией перешёл к самопровозглашённой Луганской Народной Республике.

## Документы о передаче Дарьино-Ермаковского сельсовета из состава РСФСР в состав УССР

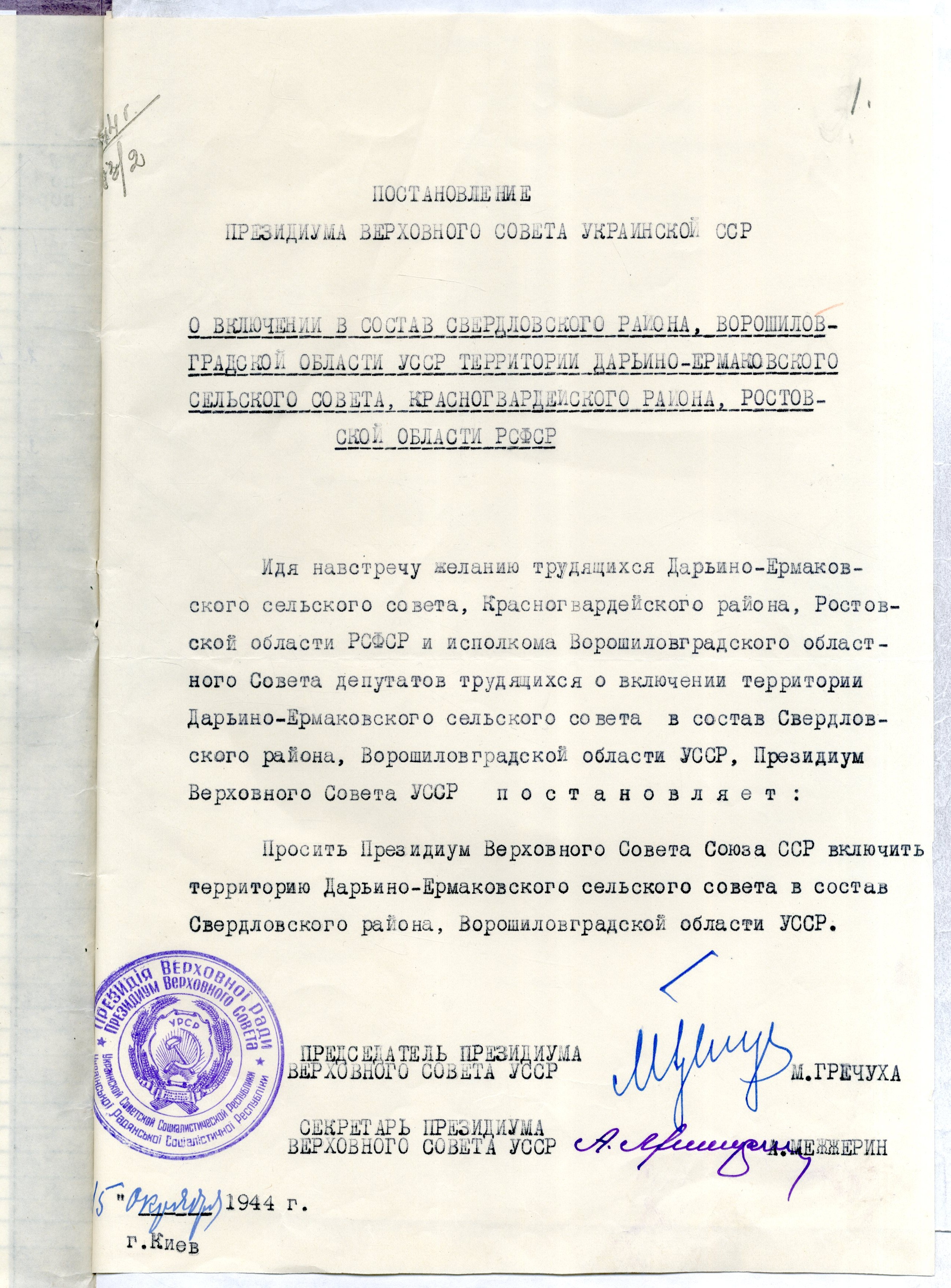
Постановление Президиума ВС УССР от 15.10.1944
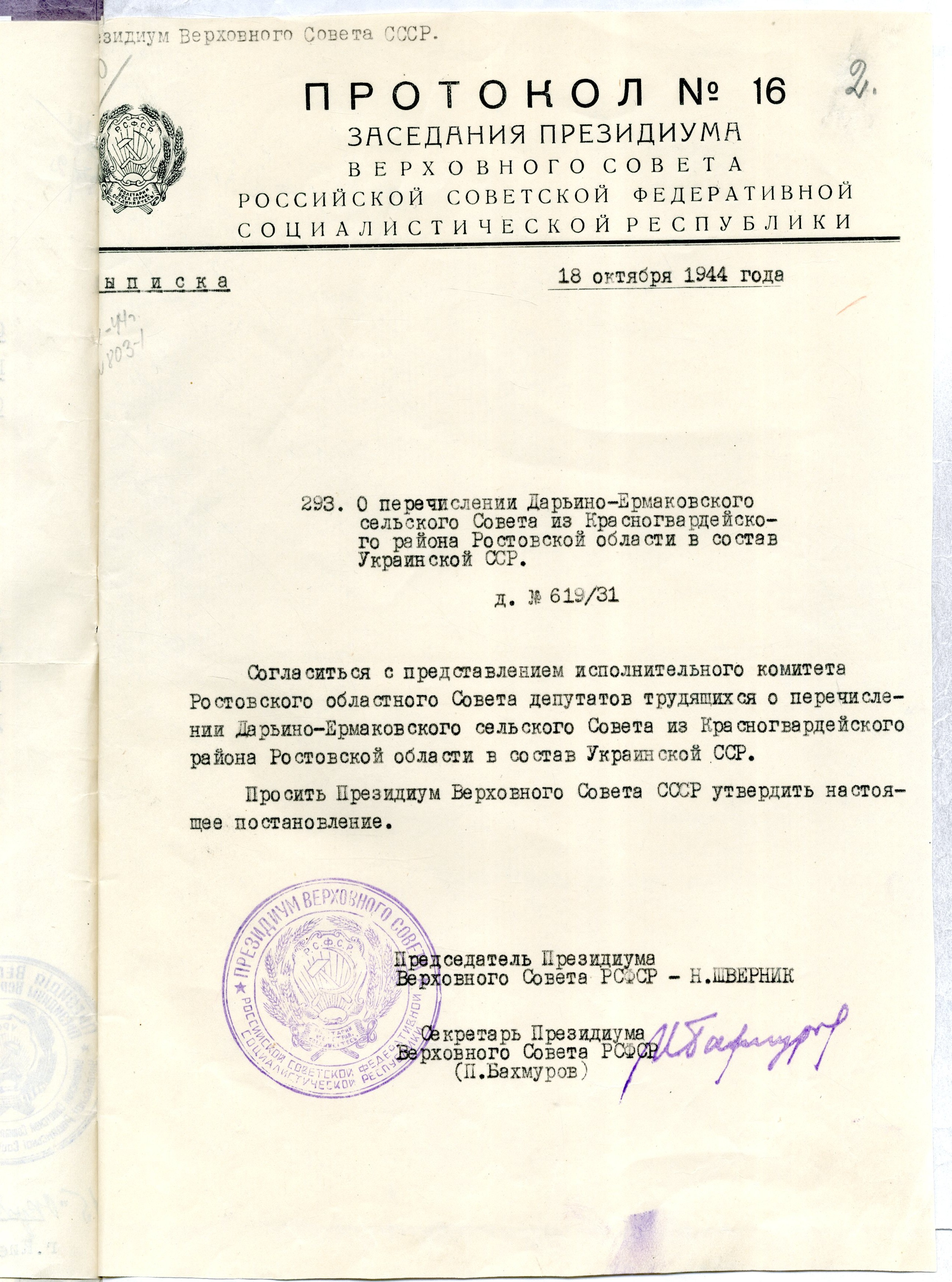
Постановление Президиума ВС РСФСР от 18.10.1944
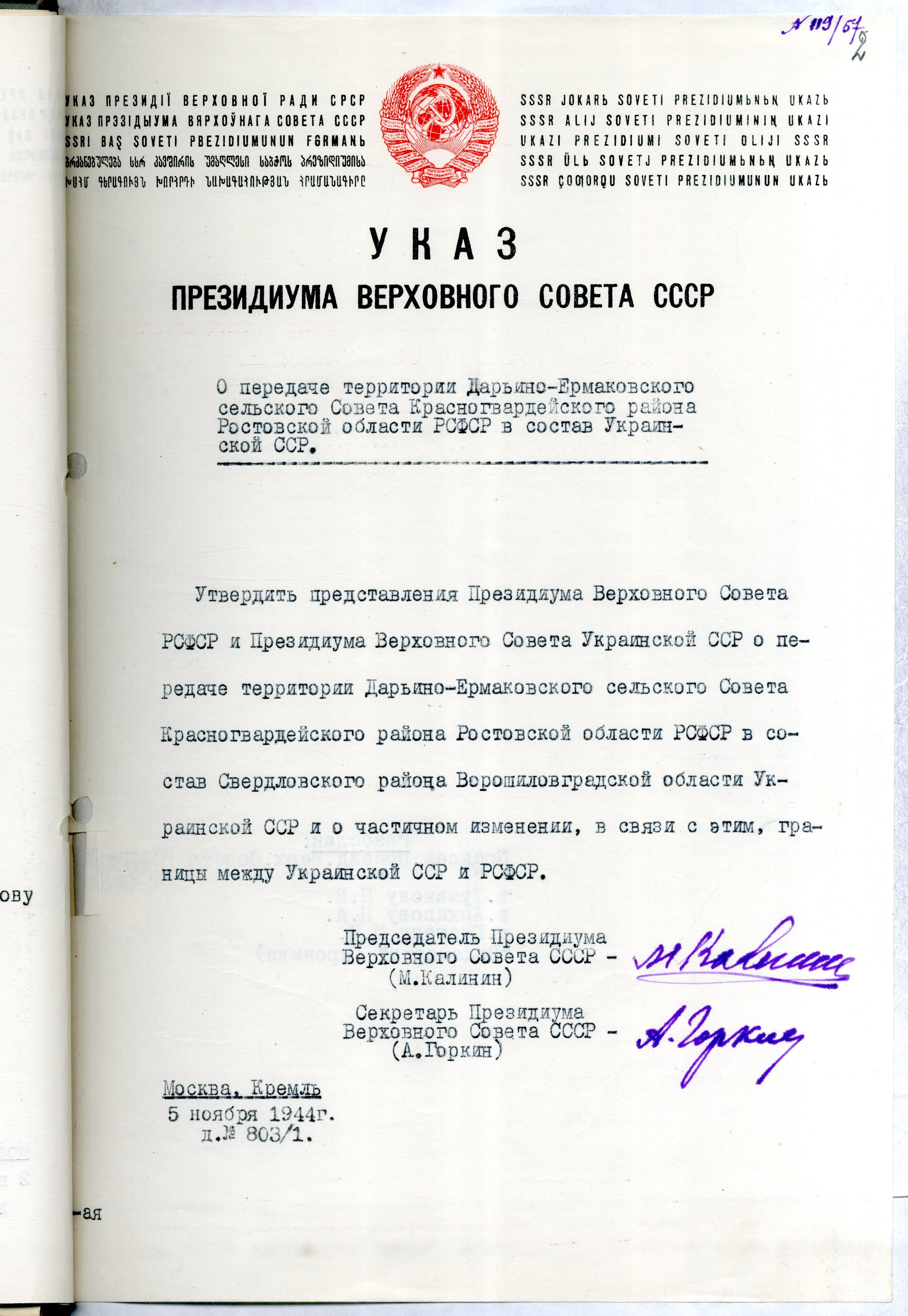
Постановление Президиума ВС СССР от 05.11.1944
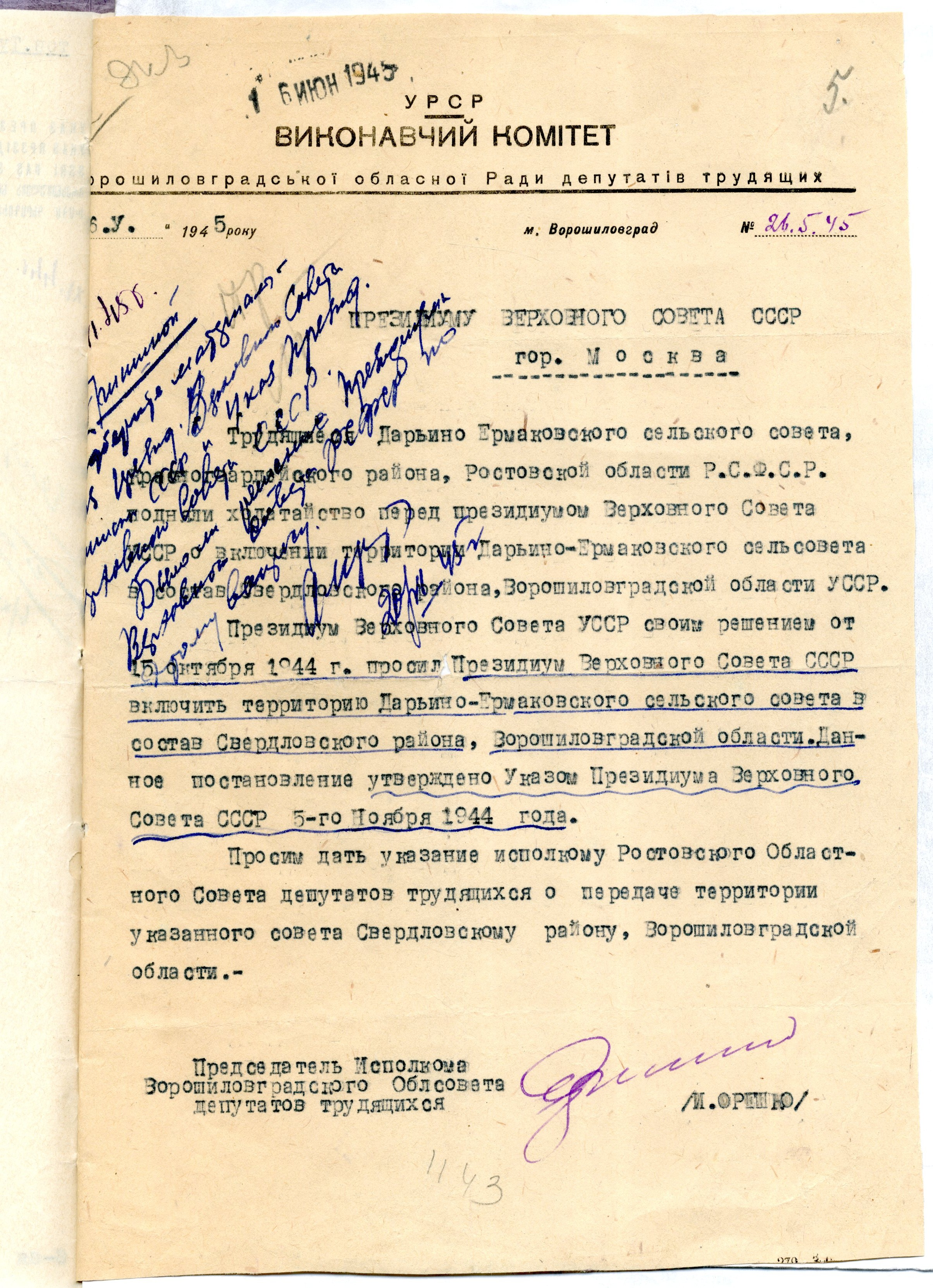
Письмо Председателя Исполкома Ворошиловградского облсовета депутатов трудящихся от 26.05.1945
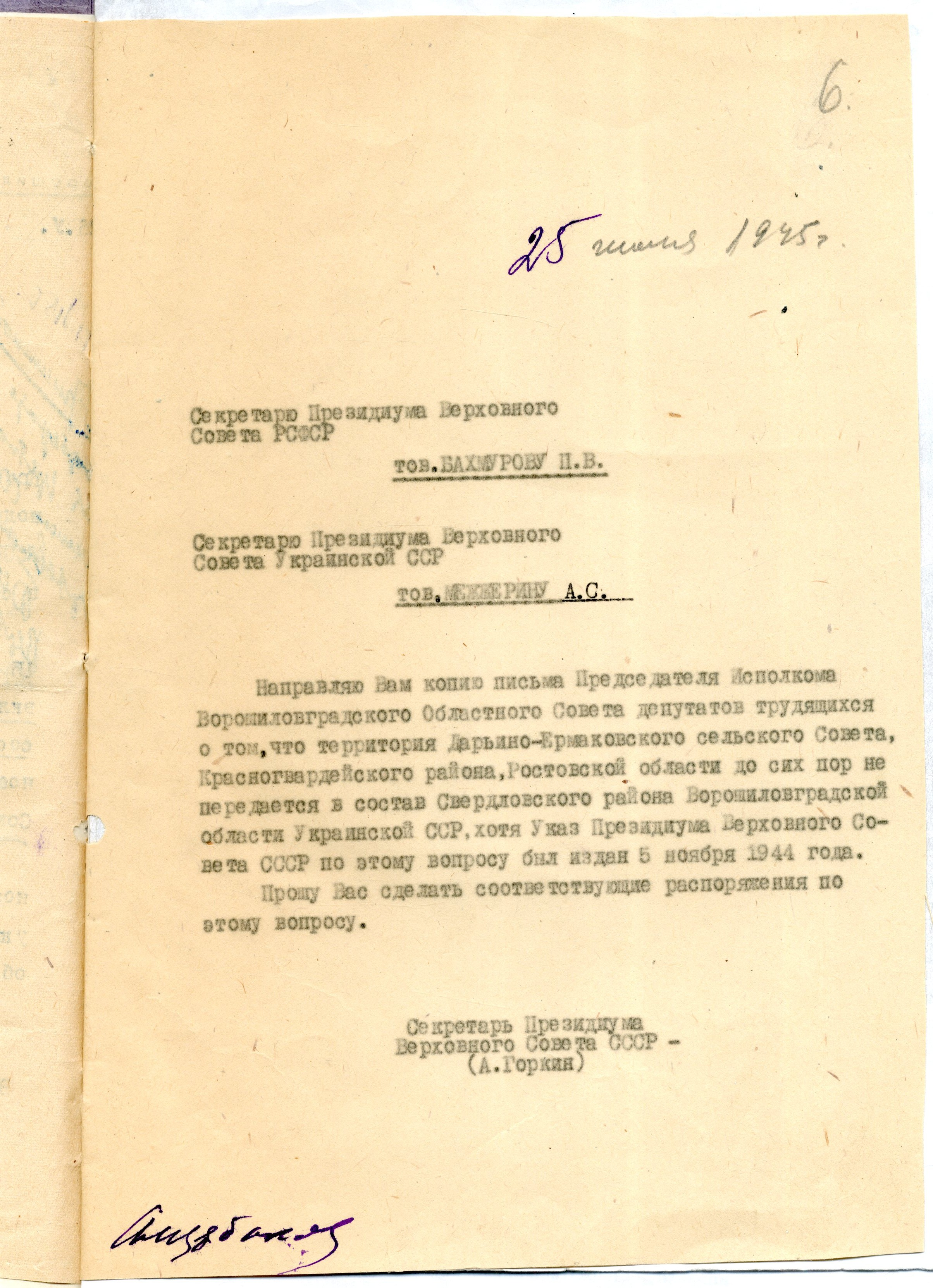
Письмо Секретаря Президиума ВС СССР от 25.07.1945

## Местный совет
- 94866, Свердловский район, с. Дарьино-Ермаковка, ул. Советская, 3
- 94866, Луганская обл., Должанский район, с. Дарьино-Ермаковка, ул. Советская, 3